# نووبالتاچوو (شهرستان چکماگوشفسکی، باشقیرستان)
نووبالتاچوو (انگلیسی: Novobaltachevo, Chekmagushevsky District, Republic of Bashkortostan) یک شهرک در شهرستان چکماگوشفسکی استان باشقیرستان کشور روسیه است.